# Somewhere Back in Time
Somewhere Back in Time - The Best of: 1980 - 1989 é uma coletânea da banda britânica de heavy metal Iron Maiden, contendo músicas dos sete primeiros álbuns da banda.

## História
O álbum foi lançado conjuntamente à turnê Somewhere Back In Time World Tour da banda, possibilitando aos novos fãs ouvirem um seleto material da banda que foi tocado naquela tour. A arte de capa foi desenhada por Derek Riggs contém um monumento do Eddie-Faraó da capa do Powerslave  e um Eddie-Cyborg da capa de Somewhere in Time.
Um número de faixas foram tiradas do álbum ao vivo de 1985, Live After Death, porque a banda preferia usar gravações contendo o atual vocalista Bruce Dickinson ao invés de Paul Di'Anno, que cantou as canções nos primeiros álbuns de estúdio.

## Recepção
| Críticas profissionais | Críticas profissionais |
| Avaliações da crítica  | Avaliações da crítica  |
| Fonte                  | Avaliação              |
| ---------------------- | ---------------------- |
| Classic Rock           | 9/10                   |
| Kerrang!               | [ 2 ]                  |
| Metal Hammer           | 9/10                   |
| Rocksound              | 8/10                   |
| About.com              | [ 5 ]                  |
| AllMusic               | [ 6 ]                  |

Resenhas da coletânea foram absolutamente positivas, com a Kerrang!  comentando que "coletâneas de metal não são muito mais sólidas do que isto". A Classic Rock alegou ser "uma maratona de 70 minutos impecável, clamada pela multidão", continuando com "hinos atemporais  que ainda fazem surgir adrenalina e enrijecer tendões depois de todos esses anos". Metal Hammer, por outro lado, elogiou por "relembrar porque o Iron Maiden tornou-se a banda mais importante do planeta nos anos 1980 - e porque, novamente, eles já recuperaram aquela coroa".
O AllMusic, porém, foi mais crítico sobre o lançamento, dizendo que o álbum fez o "meramente suficiente"  e reclamou da decisão da banda de não usar as gravações originais com Paul Di'Anno nos vocais.

## Faixas
1. "Churchill's Speech" - 0.50
2. "Aces High (Live)" (Steve Harris)  - 4.36
  - Do álbum Live After Death; Original do álbum Powerslave
3. "2 Minutes to Midnight" (Adrian Smith, Bruce Dickinson)  - 6.00
  - Do álbum Powerslave
4. "The Trooper" (Harris)- 4.11
  - Do álbum Piece of Mind
5. "Wasted Years" (Smith)- 5.06
  - Do álbum Somewhere in Time
6. "Children of the Damned" (Harris) - 4.35
  - Do álbumThe Number of the Beast
7. "The Number of the Beast" (Harris) - 4.53
  - Do álbum The Number of the Beast
8. "Run to the Hills" (Harris)- 3.53
  - Do álbum The Number of the Beast
9. "Phantom of the Opera" (Live) - (Harris) - 7.21
  - Do álbum Live After Death; Original do álbum Iron Maiden
10. "The Evil That Men Do" - (Smith, Dickinson, Harris)4.34
  - Do álbum Seventh Son of a Seventh Son
11. "Wrathchild" (Live) - 3.07
  - Do álbum Live After Death; Original do álbum Killers
12. "Can I Play With Madness" - (Smith, Dickinson, Harris) 3.31
  - Do álbum Seventh Son of a Seventh Son
13. "Powerslave" - (Dickinson) - 6.47
  - Do álbum Powerslave
14. "Hallowed Be Thy Name" - (Harris) - 7.12
  - Do álbum The Number of the Beast
15. "Iron Maiden" (Live) - (Harris) - 4.50
  - Do álbum Live After Death; Original do álbum Iron Maiden

## Créditos
Iron Maiden
- Bruce Dickinson - vocais
- Steve Harris - baixo e segunda voz
- Dave Murray - guitarra
- Adrian Smith - guitarra e segunda voz
- Nicko McBrain - bateria em todas as faixas com exceção da 6, 7, 8, 14
- Clive Burr - bateria nas faixas 6, 7, 8, 14

Produção
- Martin Birch – produção, mixagem
- Derek Riggs – ilustração da capa
- Ross Halfin – fotografia
- Peacock – direção de arte, design
- Rod Smallwood – gerenciamento
- Andy Taylor – gerenciamento

## Performance nas paradas
| País               | Paradas musicais (2008)     | Posição |
| ------------------ | --------------------------- | ------- |
| Austria            | Ö3 Austria Top 40           | 26      |
| Belgium (Flanders) | Ultratop                    | 19      |
| Belgium (Wallonia) | Ultratop                    | 36      |
| Finland            | The Official Finnish Charts | 3       |
| Germany            | Media Control Charts        | 84      |
| Japan              | Oricon                      | 39      |
| Netherlands        | MegaCharts                  | 74      |
| New Zealand        | RIANZ                       | 24      |
| Norway             | VG-lista                    | 4       |
| Spain              | PROMUSICAE                  | 36      |
| Sweden             | Sverigetopplistan           | 2       |
| Switzerland        | Swiss Hitparade             | 31      |
| United Kingdom     | Official Albums Chart       | 14      |
| United States      | Billboard 200               | 58      |
| País               | Paradas musicais (2009)     | Posição |
| Mexico             | Top 100 Mexico              | 47      |
| País               | Paradas musicais (2010)     | Posição |
| Greece             | IFPI Greece                 | 56      |

## Certificações
| País                        | Certificado | Vendas  |
| --------------------------- | ----------- | ------- |
| Finland (Musiikkituottajat) | Ouro        | 11.815  |
| Sweden (GLF)                | Ouro        | 20.000  |
| United Kingdom (BPI)        | Ouro        | 100.000 |